# Pro bono
Pro bono (zkratka lat. sousloví pro bono publico, čes. pro veřejné dobro) je výraz používaný pro odbornou práci, kterou někdo vykoná dobrovolně a bezplatně nebo za sníženou cenu jako službu veřejnosti. Většinou se tak označuje bezplatná právní nebo jiná profesionální pomoc poskytovaná jednotlivci nebo firmami. Od dobrovolnictví se pro bono aktivity liší odborností provedené práce. 

## Právo
V České republice poskytuje právní zastupování v trestním řízení stát bezplatně (ex offo). Pro civilní a administrativní řízení však jednotná právní úprava na rozdíl od jiných zemí EU chybí, a tak v některých případech zbývá nemajetným dobrovolná pomoc advokátů.
Česká advokátní komora rozhodla, že její členové mají přímo povinnost „podílet se v přiměřeném rozsahu na projektech směřujících k prosazování nebo obhajobě lidských práv a svobod bez nároku na odměnu“.

## Architektura
Česká komora architektů provozuje iniciativu Architekti pro bono poskytující pro bono architektonické poradenství a služby obětem katastrof a jinak znevýhodněným osobám, komunitám a organizacím.